# Timeline (película)
Timeline (Rescate en el tiempo) es una película de ciencia ficción de 2003 dirigida por Richard Donner, basada vagamente en la novela homónima escrita por Michael Crichton, donde un equipo de arqueólogos viaja en el tiempo hasta la Francia medieval. Protagonizan el filme Paul Walker, Frances O'Connor, Gerard Butler, Billy Connolly, David Thewlis y Anna Friel entre otros.
Jerry Goldsmith compuso la banda sonora, siendo esta su último trabajo antes de su muerte en 2004. 

## Argumento
El profesor Edward Johnston dirige un estudio arqueológico del pueblo de Castelgard en Dordogne, Francia, donde en 1357 se ejecutó a Lady Claire, hermana de Arnaut de Cervole; su martirio inspiró a los franceses para ganar la Guerra de los Cien Años contra los ingleses. El equipo de Johnston incluye al arqueólogo escocés André Marek, Kate Erickson, Josh Stern y su hijo Chris. 
Johnston debe viajar a la sede estadounidense de la empresa ITC, su patrocinador, y cuando no vuelve, sus alumnos contactan con ITC y la compañía les invita a su sede.
Allí, su presidente Robert Doniger y su vicepresidente Steven Kramer les revelan que en el proceso de desarrollo de una tecnología de teletransportación, hallaron un agujero de gusano al Castlegard de 1357. Johnston viajó allí, pero no regresó, y por ello organizan una expedición de rescate con sus alumnos, expertos en la Edad Media.

## Reparto
- Paul Walker: Chris Johnston.
- Frances O'Connor: Kate Ericson.
- Gerard Butler: André Marek.
- Billy Connolly: el profesor Edward Johnston.
- David Thewlis: Robert Doniger.
- Anna Friel: Lady Claire.
- Neal McDonough: Frank Gordon.
- Matt Craven: Steven Kramer.
- Ethan Embry: Josh Stern.
- Michael Sheen: Señor Oliver de Vannes.
- Lambert Wilson: Señor Arnaud de Cervole.
- Marton Csokas: Señor William De Kere/William Decker.
- Rossif Sutherland: François Dontelle.
- Patrick Sabongui: Gómez.

## Producción
Richard Donner limitó el uso de CGI en la película tanto como fue posible.
El compositor Jerry Goldsmith vio como su banda sonora era reemplazada por otra de Brian Tyler, debido a los cambios en el desastroso montaje final de la película. Aun así, ambas composiciones estuvieron publicadas en CD.

## Recepción
Timeline fue mal recibida por la crítica, y solo recuperó 43 millones de dólares de un presupuesto de 80 millones de dólares.
Los seguidores de la novela original señalaron que la película traiciona la visión novedosa de la Edad Media que hay en sus páginas, convirtiendo el metraje en una serie de tópicos manidos. Además, la película convierte en masculinos personajes femeninos en la novela como la abogada Kramer, la encargada de seguridad Gómez o la doctora del hospital al que llega Traub. También modifica el carácter y la influencia de Lady Claire en la trama, convirtiéndola en poco más que una damisela valiente.  